# David Preece
David Preece (Sunderland, 26 agosto 1976) è un ex calciatore inglese, di ruolo portiere. Allenatore dei portieri del Bengaluru.

## Carriera
Ha giocato nella prima divisione scozzese ed in quella danese, oltre che nella seconda divisione inglese.